# Dicromantispa
Dicromantispa is een geslacht van insecten uit de familie van de Mantispidae, die tot de orde netvleugeligen (Neuroptera) behoort.

## Soorten
Deze lijst van vijf stuks is mogelijk niet compleet.
- D. debilis (Gerstäcker, 1888)
- D. gracilis (Erichson, 1839)
- D. interrupta (Say, 1825)
- D. sayi (Banks, 1897)
- D. synapsis Hoffman in Penny, 2002